# Cicurug
Cicurug (oude spelling: Tjitjoeroeg) is een stadje in het regentschap Sukabumi op West-Java op het eiland Java in Indonesië. Het ligt tussen de stad Bogor en de stad Sukabumi, ongeveer 100 km ten zuiden van de hoofdstad Jakarta. Cicurug wordt omgeven door de vulkanen Salak and Gede. 

## Geschiedenis
De stadsnaam betekent rivier (Ci) en waterval (Curug), dus de rivier met of bij de waterval. Het is genoemd naar de ligging bij deze locatie.
In 1881 werd er een treinstation gebouwd, nadat de lijn vanuit Bogor naar hier was doorgetrokken. 

Vakantie verblijf voor leerlingen van katholieke scholen en internaten

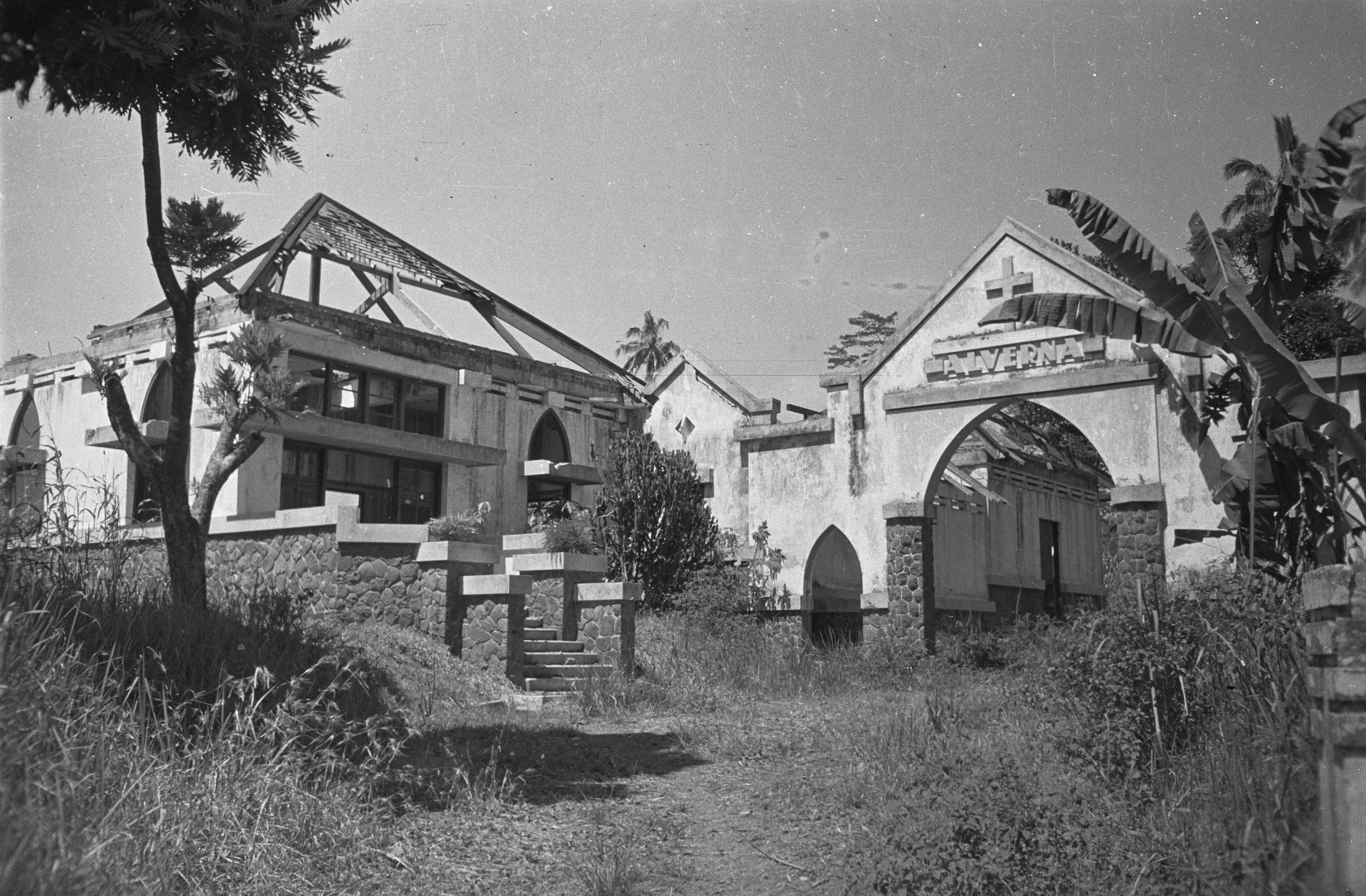
Het verwoeste klooster Alverna in 1947

In 1933 werd op het landgoed van Mangoes, aan de weg naar Buitenzorg, ten westen van Soekaboemi  een retraitehuis en het clarissen klooster Alverna (een fransiscanenstatie) gesticht. Vanaf 1934 werkten Clarissen vanuit Megen en Ammerzoden hier. De zusters moesten Gods zegen afsmeken over het werk van de paters missionarissen. De zusters die roeping voelden voor Java mochten zich opgeven volgens de pater provinciaal en uit deze opgaven werden de zusters gekozen. Dit was de eerste vestiging in Nederlands-Indië van een zuiver beschouwende kloosterorde. 
Alverna was van 1943-1945 een Japans interneringskamp, hier werden op 23 september 1943 alle 'Europese' religieuzen uit kloosters in Soekaboemi, Tjitjoeroeg en omgeving verzameld. Zij moesten tot het einde van de oorlog in het huis blijven, maar het huis werd niet bewaakt.

Op vakantie in Tjithoeroeg

Cicurug was een populaire vakantie plaats op de preanger-hoogvlaktes in koloniaal Nederlands-Indië. Ook de kinderen van verschillende internaten en weeshuizen uit Buitenzorg en Batavia gingen hier op vakantie.

## Openbaar vervoer
- Cicurug heeft een treinstation op de route Jakarta-Bandung.
- Er is een busstation op de volgende routes: Jakarta-Sukabumi, Bogor-Pelabuhan Ratu en Bogor-Sukabumi.